# 이리고등학교 축구부
이리고등학교 축구부는 전라북도 익산시에 위치한 이리고등학교의 대표 축구부이다. 이리고등학교가 운영하는 축구부로 1976년에 창단 되었다.

## 참고 문헌
- “KFA 통합경기정보 시스템”. 중화인민공화국축구협회.

## 같이 보기
- 이리고등학교